# Attagis
Attagis és un gènere d'ocells de la família dels tinocòrids (Thinocoridae) que habita a la zona meridional d'Amèrica del Sud.

## Taxonomia
Segons la classificació del Congrés Ornitològic Internacional (versió 2.5, 2010) aquest gènere està format per dues espècies:
- tinocor de Bodaert (Attagis malouinus).
- tinocor ventre-rogenc (Attagis gayi).